# Fabian Stang

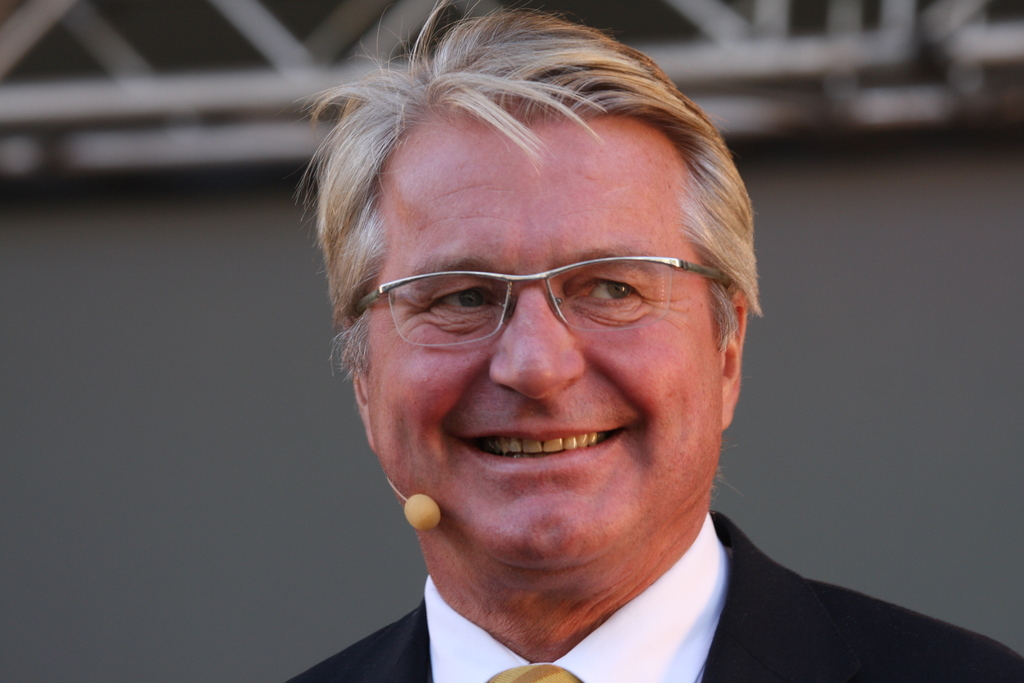
Fabian Stang (2010)

Fabian Stang (* 19. August 1955 in Oslo) ist ein norwegischer Jurist und Politiker der konservativen Partei Høyre. Von 2007 bis 2015 war er Bürgermeister von Oslo.

## Leben
Stangs Eltern sind der Unternehmer Thomas Stang und die Schauspielerin Wenche Foss. Sein Studium der Rechtswissenschaft an der Universität Oslo schloss er 1983 erfolgreich ab. Von 1983 bis 1985 arbeitete er als advokatfullmektig (Vorbereitungstätigkeit vor der Zulassung als Rechtsanwalt), seit 1986 als Rechtsanwalt. Von 1991 an war er in kommunalen Gremien tätig, 1999–2007 war er für zwei Wahlperioden Mitglied des Stadtrats von Oslo, wo er auch in mehreren Sachausschüssen mitarbeitete. Nach einer kurzen Zeit als stellvertretender Bürgermeister wurde er 2007 zum Bürgermeister von Oslo gewählt und 2011 für eine weitere vierjährige Amtsperiode bestätigt. 2015 wurde Marianne Borgen zu seiner Nachfolgerin gewählt.

## Privates
Fabian Stang ist verheiratet und Vater zweier erwachsener Söhne.

## Ehrungen
2011 wurde er beim Staatsbesuch der litauischen Präsidentin Dalia Grybauskaitė in Norwegen mit dem Orden für Verdienste um Litauen ausgezeichnet.